# Площадь Козлова
Пло́щадь и́мени Д. И. Козло́ва — площадь в Октябрьском районе Самары.
Площадь находится на проспекте Ленина и составляет единый архитектурный комплекс с расположенным на ней муниципальным музеем истории освоения космоса.

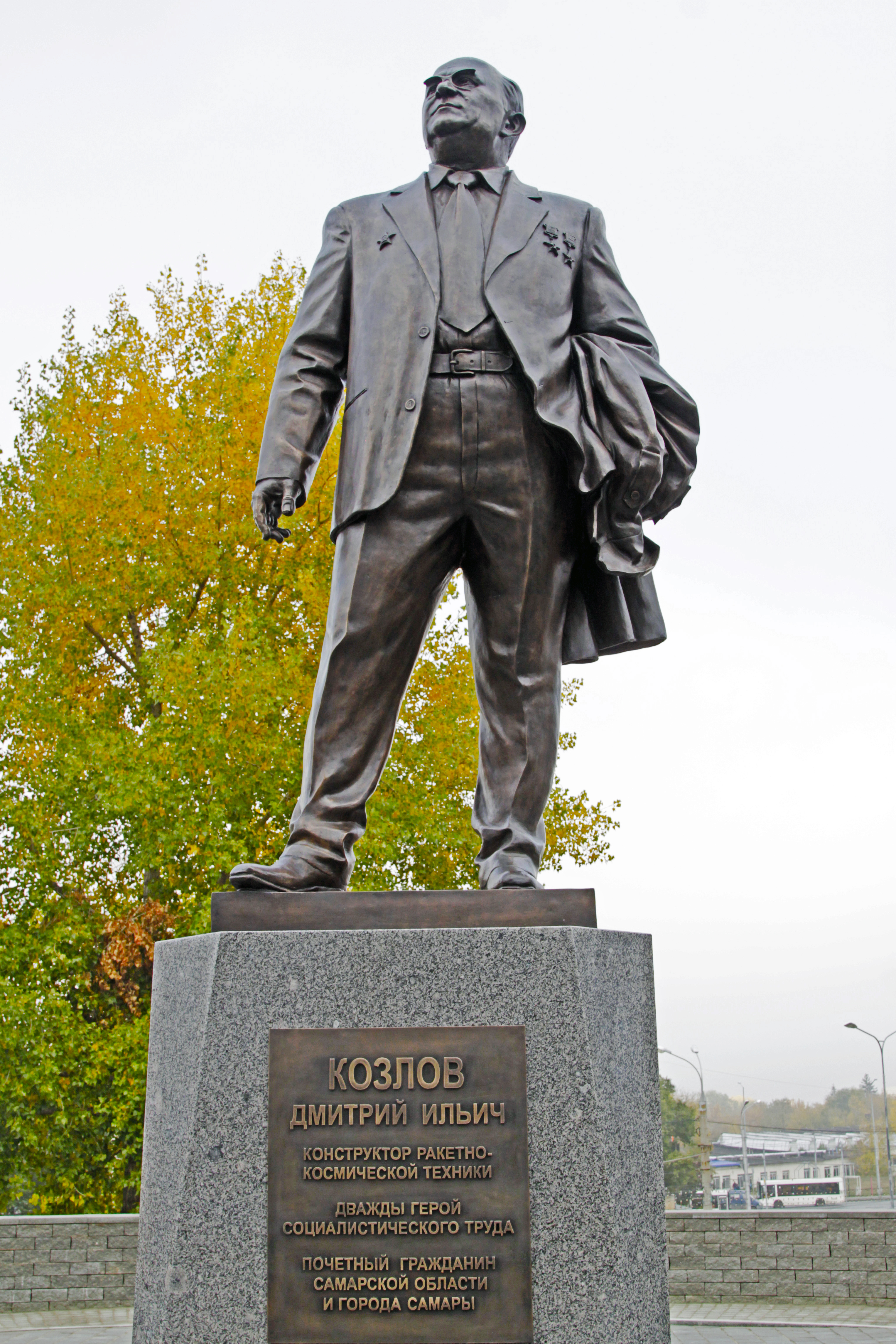
Памятник Дмитрию Козлову, установленный на территории музея "Самара Космическая"

В 2001 году на месте будущей площади был установлен памятник — ракета-носитель «Союз». Именно он является её центром. Автор новостройки — «Самарагорпроект».
24 февраля 2010 г. постановлением первого вице-мэра Самары Владимира Братчикова переименована в площадь имени Дмитрия Ильича Козлова в честь легендарного генерального конструктора ЦСКБ-«Прогресс».

## Космопупс

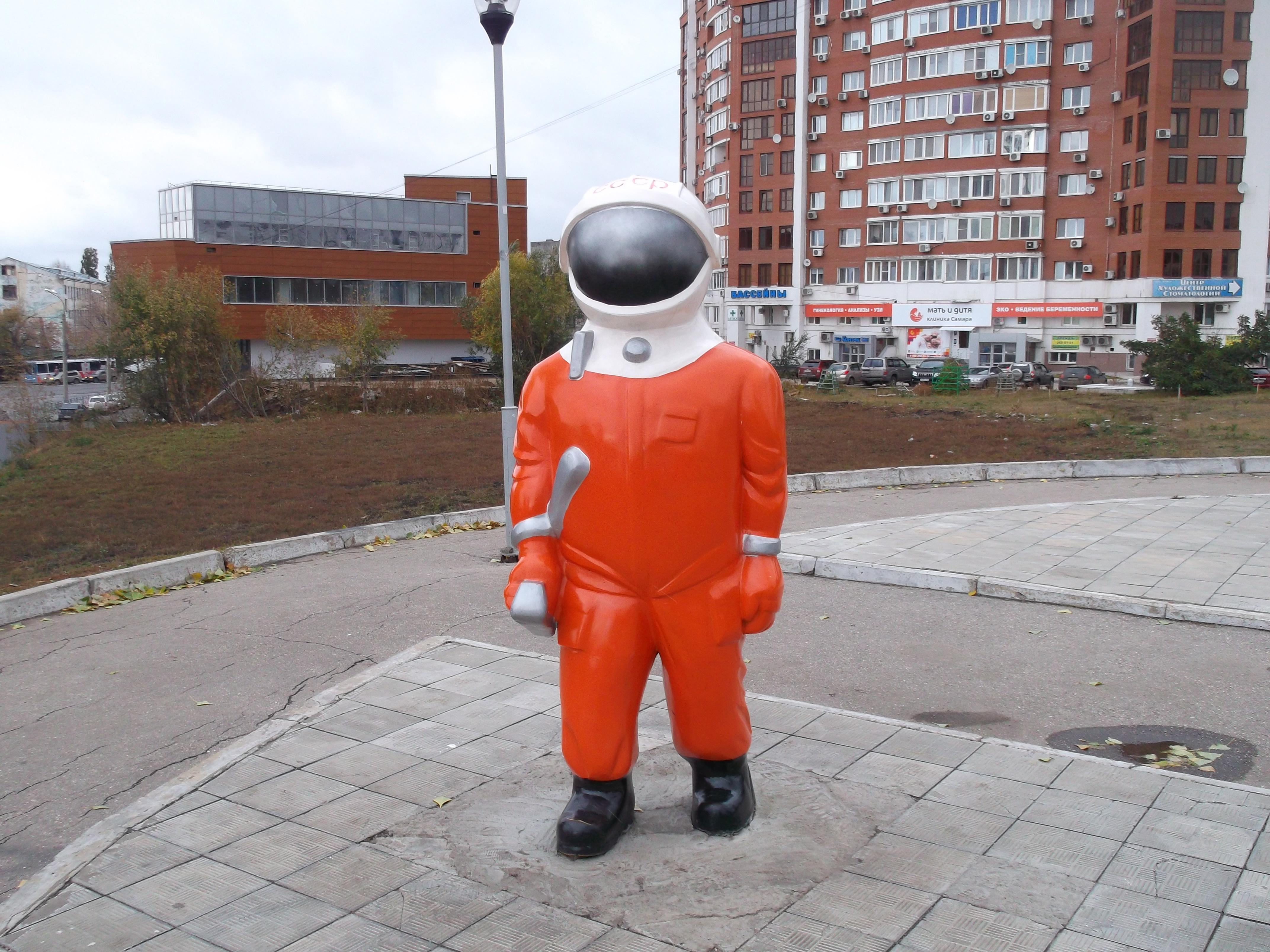
Космопупс

8 апреля 2011 года — к Дню космонавтики и 50-летнему юбилею полёта Ю. А. Гагарина — на площади была установлена малая скульптурная форма из пластика в виде безымянного космонавта в скафандре оранжевого цвета. На открытии присутствовали губернатор области Владимир Артяков, мэр Самары Дмитрий Азаров, дочь Юрия Гагарина Галина, самарский космонавт Олег Кононенко. По замыслу, скульптура должна была стать памятником всем советским и российским космонавтам.
Оранжевая фигура космонавта понравилась самарским детям, однако, взрослые жители города отнеслись к ней иронически и окрестили «космопупсом», а Дмитрий Быков посвятил ей сатирическое стихотворение, где назвал «памятником распилу». Часть общественности возмутили исполнение фигуры и завышенная стоимость ландшафтной скульптуры, изготовленной из обычного пенопласта.

Это какая-то детская скульптура из мультика, для детской площадки. Если рядом поставить песочницу, то всё в порядке будет. Как декоративная детская скульптура. А назвать это словом «памятник» язык не поворачивается, хотя во всех газетах и телеканалах и официальных заявлениях его так именуют. Я уже писал в музей, что это кощунство над памятником. Если это памятник, то тогда в Самаре вообще не место художественной культуре. Нужно тогда оставить только этих пластмассовых монстров, и закрывать Художественный музей и музей Алабина.

— председатель регионального самарского отделения Союза художников России, скульптор Иван Мельников
Скульптура подверглась нападению вандалов меньше чем через месяц после установки; была отреставрирована и возвращена на место.
В сентябре 2019 года пенопластовую фигуру «космопупса» убрали с территории музея «Самара Космическая». Спустя месяц, 2 октября 2019 года на площади у музея «Самара Космическая» состоялось торжественное открытие памятника Дмитрию Козлову. Установка монумента была приурочена к 100-летнему юбилею конструктора ракетно-космической техники.

## Политические митинги
Площадь Козлова неоднократно становилась местом проведения демонстраций оппозиции.
- В апреле 2017 года  на площади прошёл митинг за возвращение льгот пенсионерам, организованный  самарским депутатом Михаилом Матвеевым[15].
- 3 ноября 2019 года площадь стала местом проведения встречи граждан с депутатом Матвеевым, касающейся повышения пенсионного возраста[16].
- 21 апреля 2022 года через площадь прошло шествие в поддержку Алексея Навального и других политических заключённых[17].